# Wanapitei River
Wanapitei River är ett vattendrag i Kanada.   Det ligger i provinsen Ontario, i den sydöstra delen av landet, 400 km väster om huvudstaden Ottawa.
Trakten runt Wanapitei River är nära nog obefolkad, med mindre än två invånare per kvadratkilometer.